# Vlag van Joegoslavië

Vlag van het Koninkrijk Joegoslavië (1918-1941) en van de Federale Republiek Joegoslavië (1992-2003)
(ratio 2:3)

Vlag van de Socialistische Federale Republiek Joegoslavië, 1943-1991
(ratio 1:2)

De vlag van Joegoslavië is bij de stichting van het land aangenomen. Joegoslavië bestond tussen 1918 en 1991, waarvan tot 1929 onder de naam Koninkrijk der Serviërs, Kroaten en Slovenen.
De basis van de vlag is een horizontale blauw-wit-rode driekleur. Gedurende het bestaan van Joegoslavië hebben er verscheidene emblemen op de vlag gestaan, waaronder het koninklijk wapen en (vanaf 1945) de Partizanenster. 
In 1941 werd het land door de Asmogendheden bezet, waarna het werd opgesplitst over verschillende staten. Na de Tweede Wereldoorlog werd Joegoslavië een socialistische republiek, die tot het uiteenvallen van het land in 1992 bestond. De vlag had dezelfde driekleur als de vlag van het voormalige koninkrijk, maar nu in een hoogte-breedteverhouding 1:2 en met de Partizanenster in het midden. In 1992 werd de Federale Republiek Joegoslavië de opvolger van het land onder de oude vlag van het koninkrijk, tot het land in 2003 werd omgevormd tot een federale staat onder de naam Servië en Montenegro, onder dezelfde driekleur maar in een hoogte-breedteverhouding 1:2. Uiteindelijk splitste dit land zich in twee onafhankelijke staten: Servië en Montenegro. Servië behield de pan-Slavische kleuren in de vlag.

## Symboliek
De kleuren van de Joegoslavische vlag zijn ontleend aan de pan-Slavische kleuren, die door vele Slavische landen in hun vlaggen zijn verwerkt. De volgorde van de kleuren heeft geen specifieke betekenis maar was de enige heraldisch correcte combinatie van de pan-Slavische kleuren die nog niet in gebruik was.

## Geschiedenis
De nationale vlag werd al snel na de oprichting als handelsvlag gebruikt, maar het duurde tot 1922 voordat men het eens was over de nationale vlag. Het koninkrijk Joegoslavië had een eigen oorlogsvlag ter zee, met daarop het landswapen.

? ? Vlag van het koninkrijk Joegoslavië, 1918-1941
? ? Oorlogsvlag ter zee van Joegoslavië, 1922-1941

## Deelstaten
Vanaf 1945 bestond Joegoslavië uit zes deelstaten die elk een eigen vlag hadden. De vlaggen van de deelstaten hadden elk een ster zoals in de nationale vlag; ook de kleuren kwamen overeen.